# Аляты (озеро)
Аляты (Алят, Алятское) — озеро в Аларском районе Усть-Ордынского Бурятского округа Иркутской области. Крупнейший водоём Усть-Ордынского Бурятского округа.

## Географические характеристики
Расположено у села Аляты. Имеет вытянутую форму, сужаясь в направлении от наиболее глубокой северо-западной части к юго-востоку, где упирается в Голуметские болота.
Площадь поверхности — 3,8 км². Площадь водосборного бассейна — 87 км². Высота над уровнем моря — 470,4 м. Длина озера — 5 км, наибольшая ширина — 1,5 км, максимальная глубина достигает 15 метров.
Из юго-восточной оконечности озера вытекает река Аларь, на северо-западе впадают реки Бабагай и Мардай, а также многочисленные родники. Питание смешанное: имеет место как дождевое и снеговое, так и подземное, и за счёт речного стока. Вода в озере чистая, используется местными жителями в медицинских целях. Есть данные, что озеро имеет двойное дно. Причиной этому являются многочисленные (в том числе и подземные) родники, впадающие в озеро.

### Происхождение
Происхождение водоёма точно неизвестно, однако большинство учёных склоняются к мнению, что озеро по происхождению старичное и является частью несуществующей ныне крупной реки, протекавшей по ложу самого озера, а также руслам впадающих в него рек Бабагай и Мардай и вытекающей реки Аларь.

## Фауна
В настоящий момент фауна озера представлена, в основном, карасём. Ранее здесь обитали также гольян, пескарь, сорога, окунь, щуки, по берегам водились ондатры. Производилась попытка зарыбления озера сомом и зеркальным карпом, однако она оказалась неудачной. По словам местных рыбаков, в озере обитают караси необычной жёлто-лимонной окраски. Подобные рыбы-альбиносы также встречаются в торфяных озёрах.

## Происхождение названия
Матвей Мельхеев в книге «Географические названия Восточной Сибири» предполагает, что название озера происходит от бурятского аляа, что означает «резвый», «шаловливый». По его мнению, это название объясняется большими волнами, которые периодически возникают на озере.
Также он предполагает, что это название могло быть занесено переселенцами из Монголии XVII века, которые могли относиться к алятскому роду (с реки Алятой).

## Легенды и предания
Буряты считают озеро священным и относятся к нему как к живому существу. Многие испытывают в окрестностях водоёма необъяснимый страх. По словам местных жителей, вода в озере местами может вскипать. Также есть данные, что в непогоду могут подниматься волны значительной высоты и силы, чем объясняется название озера. В это время на озере часто происходят несчастные случаи.
Существует легенда, согласно которой в озере живут русалки. 

Рассказывают, что они сводят с ума рыбаков. Когда они ставят сети, русалки гладят их по рукам, опущенным в воду, манят и в результате провоцируют совершать необдуманные поступки, которые ведут к тому, что одураченный рыбак оказывается за бортом.

### Легенда о происхождении озера
О происхождении озера существует следующая легенда: 

Когда-то на его месте была широкая и глубокая котловина с лугом и лесочком. На этом месте девушка из одного из окрестных бурятских улусов любила пасти своих овец. В самом центре котловины из-под массивного камня бил чистый холодный родник, куда пастушка со своими овечками ходила пить воду.
Как-то раз подружки рассказали ей, что под камнем зарыто сокровище. По другой версии, они рассказали ей, что под камнем находится какой-то мифический зверь, который щедро одарит того, кто его освободит из заключения. Доверчивая пастушка решила откатить камень с его места и стала рыть под ним яму. Когда камень откатился в сторону, из-под него вырвался бурный поток воды, который утопил всех овец и вскоре залил всю котловину. Наивная пастушка чудом спаслась.

Вскоре вода успокоилась, и изумлённая девушка увидела озеро. Она вернулась в свой улус, а когда её спросили, куда девались овцы, она простодушно ответила: «Аляа забрала».

## Хозяйственное значение
Озеро является популярным местом рыбалки. На его берегу функционирует круглогодичный лагерь «Мечта». В будущем планируется создать два организованных пляжа: детский и взрослый. Вода в природных родниках, впадающих в озеро, имеет целебные свойства: в старину её использовали для лечения болезней глаз. Из ила делали компрессы, принимали ванны. Также целебными считали и кожу карасей, обитающих в озере, которой лечили кожные заболевания. Недалеко от озера располагается целебный источник Аршан, который по химическому составу близок к минеральной воде Тункинского источника (см. Аршан).

## Культура
Местные жители пользуются уникальными лодками-долблёнками, называемыми здесь баты, которые, по словам японского исследователя Акабы Седзена, напоминают пироги индейцев Северной Америки. Отличие их заключается в том, что пироги, как правило, рассчитаны на нескольких человек, в то время как баты одноместны.